# Förstakammarvalet i Sverige 1944
Förstakammarvalet i Sverige 1944 var ett val i Sverige till Sveriges riksdags första kammare. Valet hölls i den åttonde valkretsgruppen i september månad 1944 för mandatperioden 1945-1952.
Två valkretsar utgjorde den åttonde valkretsgruppen: Malmöhus läns valkrets och Gävleborgs läns valkrets. Ledamöterna utsågs av valmän från det landsting som valkretsarna motsvarade. För de städer som inte ingick i landsting var valmännen stadsfullmäktige. 
Ordinarie val till den åttonde valkretsgruppen hade senast ägt rum 1936.

## Valmän
| Landsting/ stadsfullmäktige | H    | LB   | F   | S    | SKP | ÖVR | Totalt |
| --------------------------- | ---- | ---- | --- | ---- | --- | --- | ------ |
| Landsting/ stadsfullmäktige |      |      |     |      |     |     | Totalt |
| Malmöhus                    | 23   | 14   | 4   | 76   | 0   | 1   | 118    |
| Malmö stad                  | 23   | 14   | 4   | 76   | 0   | 1   | 118    |
| Helsingborgs stad           | 23   | 14   | 4   | 76   | 0   | 1   | 118    |
| Gävleborg                   | 4    | 11   | 7   | 36   | 3   | 0   | 61     |
| Gävle stad                  | 4    | 11   | 7   | 36   | 3   | 0   | 61     |
| Totalt                      | 27   | 25   | 11  | 112  | 3   | 1   | 179    |
| %                           | 15,1 | 14,0 | 6,1 | 62,6 | 1,7 | 0,5 | 100,0  |

- Den övriga rösten avser Medborgarpartiet

## Mandatfördelning
Den nya mandatfördelningen som gällde vid riksdagen 1945 innebar att Socialdemokraterna behöll egen majoritet. 
| Parti  | Parti                            | FK 1944 | 8:e valkretsgruppen | 8:e valkretsgruppen | 8:e valkretsgruppen | FK 1945 |
| Parti  | Parti                            | FK 1944 | Innan               | Efter               | Ändring             | FK 1945 |
| ------ | -------------------------------- | ------- | ------------------- | ------------------- | ------------------- | ------- |
|        | Socialdemokraterna               | 82      | 11                  | 12                  | ▲1                  | 83      |
|        | Högerns riksorganisation         | 31      | 3                   | 2                   | ▼1                  | 30      |
|        | Landsbygdspartiet Bondeförbundet | 21      | 3                   | 3                   | ▬                   | 21      |
|        | Folkpartiet                      | 15      | 2                   | 1                   | ▼1                  | 14      |
|        | Sveriges kommunistiska parti     | 1       | 0                   | 0                   | ▲1                  | 2       |
| Totalt | Totalt                           | 150     | 19                  | 18                  | ▼1                  | 150     |

## Invalda riksdagsledamöter
Malmöhus läns valkrets:
- Lennart Bondeson, h
- Ernst Wehtje, h
- Axel Löfvander, bf
- Ivar Persson, bf
- Emil Ahlkvist, s
- Rudolf Anderberg, s
- Alfred Andersson, s
- Edwin Berling, s
- Herman Ericsson, s
- Tage Erlander, s
- Axel Leander, s
- Axel Uhlén, s

Gävleborgs läns valkrets:
- Bernhard Näsgård, bf
- Elon Andersson, fp
- Carl Eriksson, s
- Jon N. Jonsson, s
- Rickard Sandler, s
- Hemming Sten, s